# Liste der Pfarren im Dekanat Altheim
Das Dekanat Altheim ist ein Dekanat der römisch-katholischen Diözese Linz.

## Pfarren mit Kirchengebäuden und Kapellen
| Ort                              | Pfarrverband | Ink.                  | Patrozinium             | Kirchengebäude und Kapellen                                                                            | Bild                            |
| Altheim                          | Altheim      |                       | Hl. Laurentius          | Pfarrkirche Altheim Marktkirche Altheim, Kapelle im Altenheim, Mauernberg-Kapelle, St.-Ulrichs-Kapelle | Pfarrkirche Altheim             |
| Antiesenhofen                    | Reichersberg |                       | Hl. Ägidius             | Pfarrkirche Antiesenhofen Bründlkapelle                                                                | Pfarrkirche Antiesenhofen       |
| Geinberg                         | Altheim      |                       | Hl. Michael             | Pfarrkirche Geinberg                                                                                   | Pfarrkirche Geinberg            |
| Gurten                           | Altheim      |                       | Hl. Stephanus           | Pfarrkirche Gurten                                                                                     | Pfarrkirche Gurten              |
| Kirchdorf am Inn                 | Obernberg    |                       | Mariä Himmelfahrt       | Pfarrkirche Kirchdorf am Inn (Oberösterreich) Kapelle im Schloss Katzenberg, Lourdeskapelle            | Pfarrkirche Kirchdorf am Inn    |
| Lambrechten                      | Reichersberg | Reichersberg (CanReg) | Hl. Lambert             | Pfarrkirche Lambrechten                                                                                | Pfarrkirche Reichersberg        |
| Mörschwang                       | Obernberg    |                       | Hl. Margarita           | Pfarrkirche Mörschwang                                                                                 | Pfarrkirche Mörschwang          |
| Mühlheim am Inn                  | Altheim      |                       | Mariä Himmelfahrt       | Pfarrkirche Mühlheim am Inn Kapelle im Schloss Mühlheim, Kalvarienbergkirche                           | Pfarrkirche Mühlheim am Inn     |
| Münsteuer in Reichersberg        | Reichersberg | Reichersberg (CanReg) | Hl. Peter und Paul      | Pfarrkirche Münsteuer                                                                                  | Pfarrkirche Münsteuer           |
| Obernberg am Inn                 | Obernberg    |                       | Hl. Abendmahl des Herrn | Pfarrkirche Obernberg am Inn Filialkirche St. Nikola                                                   | Pfarrkirche Obernberg am Inn    |
| Ort im Innkreis                  | Reichersberg | Reichersberg (CanReg) | Hl. Andreas             | Pfarrkirche Ort im Innkreis Filialkirche Osternach                                                     | Pfarrkirche Ort im Innkreis     |
| Polling im Innkreis              | Altheim      |                       | Hl. Andreas             | Pfarrkirche Polling im Innkreis                                                                        | Pfarrkirche Polling im Innkreis |
| Reichersberg                     | Reichersberg | Reichersberg (CanReg) | Hl. Michael             | Pfarr- und Stiftskirche Reichersberg Tobelkapelle                                                      | Stiftskirche Reichersberg       |
| Senftenbach                      | Obernberg    |                       | Hl. Kreuz               | Pfarrkirche Senftenbach                                                                                | Pfarrkirche Senftenbach         |
| St. Georgen bei Obernberg am Inn | Obernberg    |                       | Hl. Georg               | Pfarrkirche St. Georgen bei Obernberg am Inn                                                           | Pfarrkirche St. Georgen am Inn  |
| Weilbach                         | Obernberg    |                       | Mariä Himmelfahrt       | Pfarrkirche Weilbach (Oberösterreich) Filialkirche Kleinmurham                                         | Pfarrkirche Weilbach            |

## Dekanat Altheim
Das Dekanat umfasst 16 Pfarren.
Dechanten
- seit ? Roman Gawlik